# José Rocha (designer)
José Rocha (Lisboa, 1907 — 1982) foi um ilustrador e designer português.
José Rocha participou na renovação modernista operada no campo das artes na primeira metade do século XX e é um dos pioneiros do design gráfico em Portugal, com atividade particularmente relevante a nível da publicidade.

## Biografia / Obra

José Rocha, Bandarra, semanário da vida portuguesa: arte, literatura, história, crítica, cinema, teatro, 1935, cartaz, 116x90 cm

Frequentou a Escola de Belas-Artes de Lisboa; ainda estudante, iniciou a sua atividade profissional com Bernardo Marques.
Conquistou prémios em vários concursos de cartazes; colaborou em inúmeras revistas, entre as quais: Magazine Bertrand, Ilustração, Civilização, Imagem, Animatógrafo, Notícias Ilustrado e na revista de cinema Movimento   (1933-1934). Foi diretor artístico da revista Ver e Crer (1945-1950).
Participou na 1ª Exposição dos Artistas Ilustradores Modernos (S.P.N., 1942).
Em 1936 fundou o ETP – Estúdio Técnico de Publicidade (denominado Letra ETP, após fusão em 1982 com Letra-Design), a primeira agência de publicidade de serviço completo, onde colaboraram, entre outros, o influente Fred Kradolfer, Bernardo Marques, Carlos Botelho, Ofélia Marques, Maria Keil, Thomaz de Mello, Stuart Carvalhais, Carlos Rocha, Fernando Azevedo. Ao longo dos anos o ETP pôde contar com clientes e marcas de grande prestígio tendo sido, por exemplo, o primeiro concessionário da publicidade no Metropolitano de Lisboa (1959).
Entre 1937 e 1939 integra, juntamente com Bernardo Marques, Carlos Botelho, Fred Kradolfer, Emmerico Nunes e Thomaz de Mello, a equipa de decoradores do S.P.N. encarregues da realização dos pavilhões de Portugal nas exposições de Paris, Nova Iorque e S. Francisco (Exposição Internacional de Artes e Técnicas, Paris, 1937; Feira Mundial de Nova Iorque, 1939; Exposição Internacional de S. Francisco, Califórnia, 1939).
A 4 de março de 1941, foi agraciado com o grau de Oficial da Ordem Militar de Cristo.
Em 1976 José Rocha foi membro fundador da Associação Portuguesa de Designers (eleito Presidente da Mesa da Assembleia Geral em 1977).